# Acronicta tegminalis
Acronicta tegminalis là một loài bướm đêm trong họ Noctuidae.